# سراج الدين زريقات
سراج الدين زريقات أحد خطباء صلاة الجمعة في مساجد بيروت والناطق الاعلامي باسم كتائب عبد الله عزام، كان يعمل في مجال التسجيلات الدينية والدعوة، ويملك محلاً لبيع الأجهزة الخلوية، اعتقل لفترة قبل ان يطلق سراحه، وفي نوفمبر 2013م تبنى مسؤولية التنظيم عن تفجير السفارة الإيرانية في بيروت.